# Pouteria cayennensis
Pouteria cayennensis é um espécie de planta na família Sapotaceae. É encontrada na Guiana, Guiana francesa e Venezuela.